# Élections législatives srilankaises de 2015
Les élections législatives srilankaises de 2015 se sont déroulées de manière anticipée le 17 août 2015, pour élire les 225 députés du Parlement.

## Contexte
Les précédentes élections législatives ont eu lieu le 8 avril 2010, où l'Alliance de la liberté du peuple uni (UPFA), qui venait de gagner la guerre civile contre les Tigres de libération de l'Îlam tamoul, a remporté une victoire écrasante, en obtenant 144 sièges à la législature,. En septembre 2010, l'UPFA, avec l'appui de certains députés de l'opposition, a adopté le dix-huitième amendement à la constitution, augmentant les pouvoirs du président Mahinda Rajapakse et en supprimant la limite de deux mandats présidentiels. L'UPFA a également été en mesure de destituer la garde des sceaux, Shirani Bandaranayake, permettant à Rajapaksa de nommer un allié à la place,,. 
En novembre 2014, Rajapaksa avanca la date de l'élection présidentielle de deux ans, pour essayer d'obtenir le fameux troisième mandat consécutif possible par ce nouvel amendement de constitution,. À la surprise générale, Maithripala Sirisena, ministre de la Santé de Rajapaksa, a été présentée comme candidat de l'opposition,, et gagna face à Rajapaksa,,. 
En mars 2015, Sirisena a par la suite formé un gouvernement dominé par l'opposition de droite conservatrice le Parti national uni (UNP),,, mais aussi en nommant des ministres du Parti de la liberté du Sri Lanka, le principal constituant de l'alliance de gauche socialiste UPFA,.
Dans son programme électoral, Sirisena avait promis 100 jours de réformes après lequel le parlement serait dissous le 23 avril 2015,. Cependant, Srisena et son gouvernement ont rencontré une opposition farouche des fidèles de Rajapaksa, et bien que certaines réformes, telles que la réduction des pouvoirs présidentiels et la réintroduction de la limite de deux mandats, ont été introduites par l'adoption du dix-neuvième amendement, d'autres, notamment les réformes électorales, n'ont pas été réalisées. Ces réformes étant au point mort, son programme de 100 jours prend du retard, et l'UNP a commencé à réclamer des nouvelles élections législatives,.  
Sirisena dissout le parlement le 26 juin 2015,,.

## Système électoral
Les élections législatives ont lieu tous les six ans pour élire les 225 membres du Parlement. Le pays est divisé en 22 districts électoraux, et chaque district se voit attribuer un nombre spécifique de sièges en fonction de sa population, avec 196 sièges. Lors de l'élection, les partis se disputant dans un district donné se voient attribuer un certain nombre de sièges en fonction du nombre de votes obtenus. Les 29 sièges restants sont répartis entre les partis politiques sur la base du pourcentage au vote national reçu par chaque parti.
Le Sri Lanka étant une ancienne colonie britannique, et un ancien dominion du Commonwealth, le pays pratique le système de Westminster, couplé avec du bipartisme. Il y a donc un parti politique vainqueur, dont le chef deviendra le nouveau Premier ministre, et un chef de l'opposition. Comme il est impossible pour un simple parti politique d'obtenir la majorité parlementaire, le pays fonctionne avec des alliances de partis. 
Ces alliances changent régulièrement à chaque élection, mais ce sont les 2 même partis politiques cingalais qui se partagent le pouvoir depuis 30 ans :
- La gauche socialiste représentée par l'Alliance de la liberté du peuple uni, dont l'ancien nom était la People's Alliance.
- La droite conservatrice représentée par le Front national uni pour la bonne gouvernance, dont les anciens noms étaient l'United National Front, et le Parti national uni.

## Résultats
Résumé du résultats des élections législatives de 2015
| Alliances et partis   | Alliances et partis | Votes      | %       | Sièges   | Sièges   | Sièges |
| Alliances et partis   | Alliances et partis | Votes      | %       | District | National | Total  |
| --------------------- | --- | ---------- | ------- | -------- | -------- | ------ |
|                       | Front national uni pour la bonne gouvernance - All Ceylon Makkal Congress - Democratic National Movement - Jathika Hela Urumaya - National Front for Good Governance - Congrès musulman du Sri Lanka - Tamil Progressive Alliance - Democratic People's Front - National Union of Workers - Up-Country People's Front - United Left Front - Parti national uni | 5 098 916  | 45.66%  | 93       | 13       | 106    |
|                       | Alliance de la liberté du peuple uni - Ceylon Workers' Congress - Citizen's Front - Democratic National Front - Democratic People's Congress - Liberal Party - Mahajana Eksath Peramuna - National Congress - National Freedom Front - Pivithuru Hela Urumaya - Socialist Alliance - Parti communiste du Sri Lanka - Democratic Left Front - Lanka Sama Samaja Party - National Liberation People's Party - Sri Lanka People's Party - Parti de la liberté du Sri Lanka - Tamil Makkal Viduthalai Pulikal - United Citizens’ Front | 4 732 664  | 42.38%  | 83       | 12       | 95     |
|                       | Alliance nationale tamoule - Eelam People's Revolutionary Liberation Front - Ilankai Tamil Arasu Kachchi - Organisation populaire de libération de l'Eelam Tamoul - Tamil Eelam Liberation Organization | 515 963    | 4.62%   | 14       | 2        | 16     |
|                       | Janatha Vimukthi Peramuna | 543 944    | 4.87%   | 4        | 2        | 6      |
|                       | Congrès musulman du Sri Lanka | 44 193     | 0.40%   | 1        | 0        | 1      |
|                       | Eelam People's Democratic Party | 33 481     | 0.30%   | 1        | 0        | 1      |
|                       | Independents | 42 828     | 0.38%   | 0        | 0        | 0      |
|                       | All Ceylon Makkal Congress | 33 102     | 0.25%   | 0        | 0        | 0      |
|                       | Democratic Party | 28 587     | 0.26%   | 0        | 0        | 0      |
|                       | Buddhist People's Front - Bodu Bala Sena - United Lanka Great Council | 20 337     | 0.18%   | 0        | 0        | 0      |
|                       | Tamil National People's Front - All Ceylon Tamil Congress | 18 644     | 0.17%   | 0        | 0        | 0      |
|                       | Ceylon Workers' Congress | 17 107     | 0.15%   | 0        | 0        | 0      |
|                       | Frontline Socialist Party | 7 349      | 0.07%   | 0        | 0        | 0      |
|                       | United People's Party | 5 353      | 0.05%   | 0        | 0        | 0      |
|                       | Autres | 24 467     | 0.22%   | 0        | 0        | 0      |
| Votes valides         | Votes valides | 11 166 975 | 100.00% | 196      | 29       | 225    |
| Votes rejetés         | Votes rejetés | 517 123    |         |          |          |        |
| Nombre de votes       | Nombre de votes | 11 684 098 |         |          |          |        |
| Électeurs enregistrés | Électeurs enregistrés | 15 044 490 |         |          |          |        |
| Participation         | Participation | 77.66%     |         |          |          |        |